# Joseph Bonmariage
Pour les articles homonymes, voir Bonmariage.
Joseph Remacle Julien Bonmariage, né à Harzé le 4 février 1920 et mort à Aywaille le 29 février 2012, est un homme politique belge francophone libéral.
Il est agriculteur de son métier.
Il est échevin et bourgmestre de Harzé et d'Aywaille, membre des parlements belge,, et wallon et conseiller provincial de la province de Liège.